# Катаракви
Катаракви (англ. Cataraqui, /ˌkætəˈrɒkweɪ/) — река в провинции Онтарио, Канада. Впадает в озеро Онтарио у города Кингстон, Онтарио. Является нижней частю канала Ридо. Вытекает из озера Кренберри.
Название реки было также первоначальным названием поселения на месте города Кингстон, Онтарио. По-видимому, оно происходит из алгонкинских языков и имеет тот же суффикс, что и в названии города Гананокве. На старых картах река также носила название Фронтенак.
До строительства канала Ридо (1826—1832) истоками реки Катаракви были озёра Дог и Лофборо. Это был извилистый ручей, на карте 1795 года (по данным геодезиста Льюиса Гранта) отмечено «большое количество порогов и мест для перевалки на этом ручье». Ситуация изменилась в результате строительства канала Ридо. Суперинтендант-инженер проекта, подколковник Джон Бай, использовал технику строительства в спокойной воде, сооружая плотины для затопления порогов. В районе ручья Катаракви от Аппер-Брюэрс до Кингстон-Миллс он вырубил леса, чтобы проложить прямой канал (эта работа видна на картинах Барроуза). Затем этот район был затоплен в конце 1831 года / начале 1832 года после завершения строительства плотин на каналах в Кингстон Миллс, Лоуэр-Брюэрс и Аппер-Брюэрс.
В настоящее время водораздел реки Катаракви включает в себя озера к югу от водораздела в Ньюборо — в том числе Сэнд, Опиникон, Клир и Ньюборо. Однако во времена до сооружения канала вода из этих озёр впадала в реку Уайт-Фиш, которая в свою очередь впадала в реку Гананокве, а не Катаракви. Участком между этими двумя реками была Клюквенная пойма (англ. Cranberry Flood Plain); только во время весеннего паводка вода из реки Уайт-Фиш впадала в Катаракви. Это изменилось в начале 1800-х годов с постройкой дамбы мельницы Лемуэлем Хаскинсом на Водопаде Белой Рыбы, недалеко от современной деревни Мортон. Эта плотина задержала сток реки Уайт-Фиш в Гананокве, перенаправила её через Клюквенную пойму, отправив воду на юг к реке Катаракви. Чтобы остановить утечку воды от своей мельницы по ручью Катаракви, Хаскинс построил вторую плотину у Круглого Хвоста (к северу от Аппер-Брюэрс), которая перекрыла течение ручья. Эти две плотины впервые сделали Катаракви судоходной.
Когда был построен канал Ридо, плотина Хаскинса в Мортоне была расширена, а в Аппер-Брюэрс была построена новая плотина. Эти две плотины (в настоящее время в управлении Парков Канады) образовали озёра Уайтфиш, Литтл-Крэнберри и значительно расширили озёра Кренберри и Дог. Большая часть бывшей реки Уайт-Фиш в настоящее время входит в состав реки Катаракви.

## Галерея

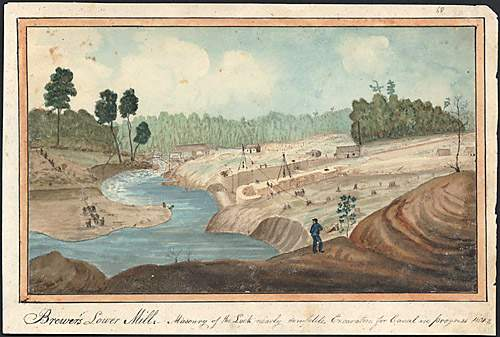
Шлюз в Лоуэр-Брюэрс близок к завершению. Картина 1831 года, Томас Берроуз
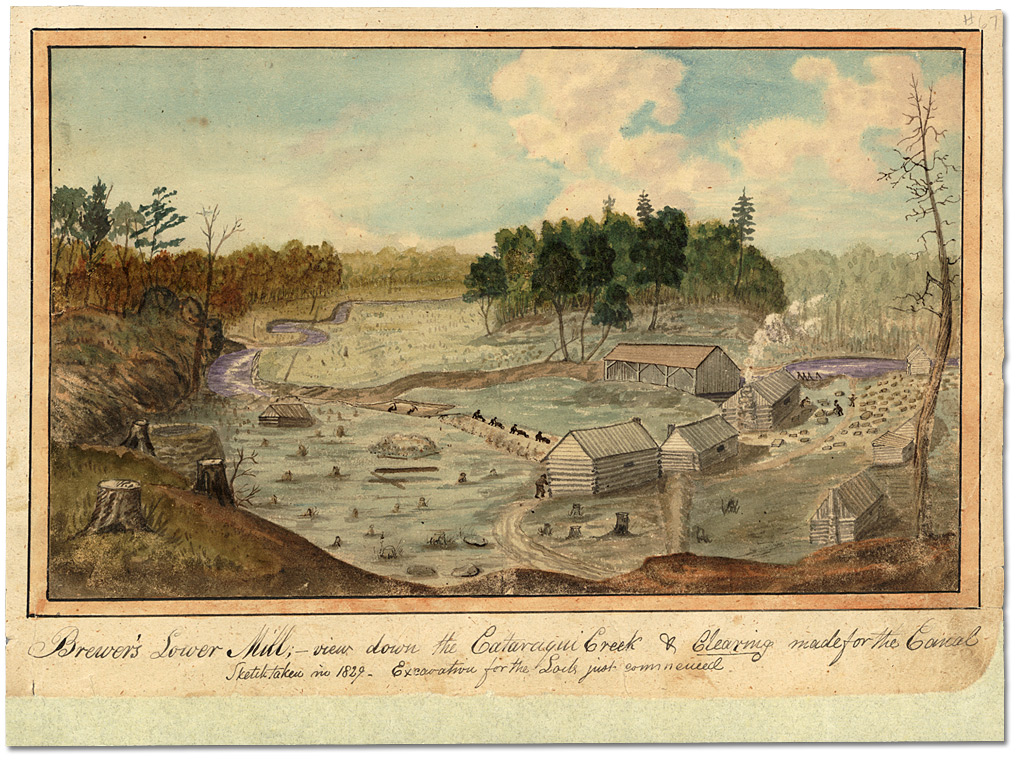
Нижняя мельница — вид на ручей Катаракви и очистку, сделанную для канала Ридо в 1829 году/ Томас Берроуз
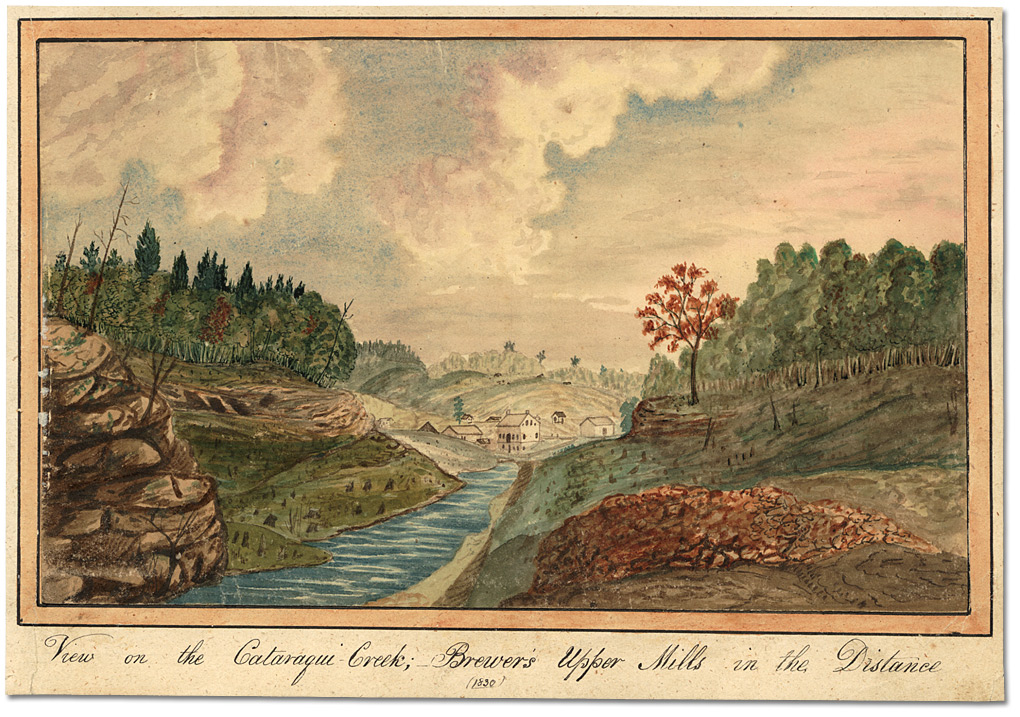
Вид на ручей Катаракви, На заднем плане мельницы Брюэрс-Аппер-Миллс, 1830 г. Томас Берроуз